# Woestijnknobbelzwijn
Het woestijnknobbelzwijn (Phacochoerus aethiopicus) is een zwijn uit de familie der varkens (Suidae).

## Kenmerken
Het woestijnknobbelzwijn heeft een kop-romplengte van 100 tot 150 cm, een staartlengte van 35 tot 45 cm, een schofthoogte van 50 tot 75 cm en een gewicht van 45 tot 100 kilo. Het lijkt veel op het gewone knobbelzwijn (P. africanus), maar is erg gespecialiseerd naar een drogere omgeving. Het is ook iets kleiner.

## Leefwijze
De twee ondersoorten van het woestijnknobbelzwijn, die op grote afstand van elkaar voorkomen of voorkwamen, waren waarschijnlijk in het laatste glaciaal, zo'n 20 000 jaar geleden, verbonden door een "woestijncorridor". Tegenwoordig overleeft P. a. delamarei in een veel drogere habitat dan die waarin het gewone knobbelzwijn kan leven.
Woestijnknobbelzwijnen grazen en graven wortels en knollen op met hun harde, scherp gepunte lippen. Ze komen voor in open, droge gebieden, met als plantengemeenschappen: xerofiel struikgewas, savanne en woestijnachtige steppe. Ze vermijden heuvelachtige gebieden en geven gewoonlijk de voorkeur aan zandgronden, waar ze vrij makkelijk kunnen graven. Wel hebben ze oppervlaktewater en schaduw nodig. Plaatselijk komen ze veel voor, vooral rond afgelegen dorpjes en andere plaatsen waar altijd water beschikbaar is, soms in kuddes tot dertig dieren. Waar de omstandigheden minder gunstig zijn leven ze in kleine familiegroepjes.
Woestijnknobbelzwijnen zijn bijzonder schuw en rond hun leefwijze zijn veel vraagtekens.

## Verspreiding
De ondersoort van Zuid-Afrika, P. a. aethiopicus, is omstreeks 1871 uitgestorven.
De ondersoort P. a. delamarei heeft een aaneengesloten verspreidingsgebied, dat delen van Ethiopië, Somalië en Kenia omvat. In Kenia en de zuidelijke helft van Somalië leeft het dier van zeeniveau aan de kust tot een hoogte van 1400 meter aan de oostkant van de Grote Slenk. Aan de zuidkant van het Turkanameer komt het ook voor ten westen van de slenk, waar het klimaattype geschikt is en het terrein betrekkelijk vlak. Aansluitend aan dit zuidelijk leefgebied komen ze in elk geval voor in een noord-zuid lopende droge strook ten oosten van de Grote Slenk en de Danakildepressie. Deze strook van enkele honderden kilometers breed loopt door Ethiopië heen naar de Somalische noordkust.
Het dier leeft op zanderige bodem en de klimaattypes zijn warm woestijnklimaat, warm steppeklimaat en tropisch savanneklimaat.
Woestijnknobbelzwijnen zijn gangbaar over grote delen van de Ogaden en komen verder voor in de woestijnen van de Hoorn van Afrika. Toch toont hun verspreidingspatroon grote gaten. Door hun schuwheid zijn ze moeilijk te vinden en kunnen de aantallen en verspreidingsgebieden groter zijn dan bekend is.

### Bedreigingen
De IUCN beschouwt de soort als niet bedreigd en taxeert de aantallen als stabiel. Het dier wordt bejaagd voor handel in bushmeat. Overbegrazing door vee kan plaatselijk habitatverlies veroorzaken en concurrentie om water met de mens en zijn kuddes kan een rol spelen. Het is vooralsnog onduidelijk hoe belangrijk deze factoren zijn.

## Ondersoorten
Er bestaan twee ondersoorten:
- Phacochoerus aethiopicus delamerei, uit de woestijnen van de Hoorn van Afrika
- Phacochoerus aethiopicus aethiopicus, Kaap en Karoo, uitgestorven